# 극고리은하

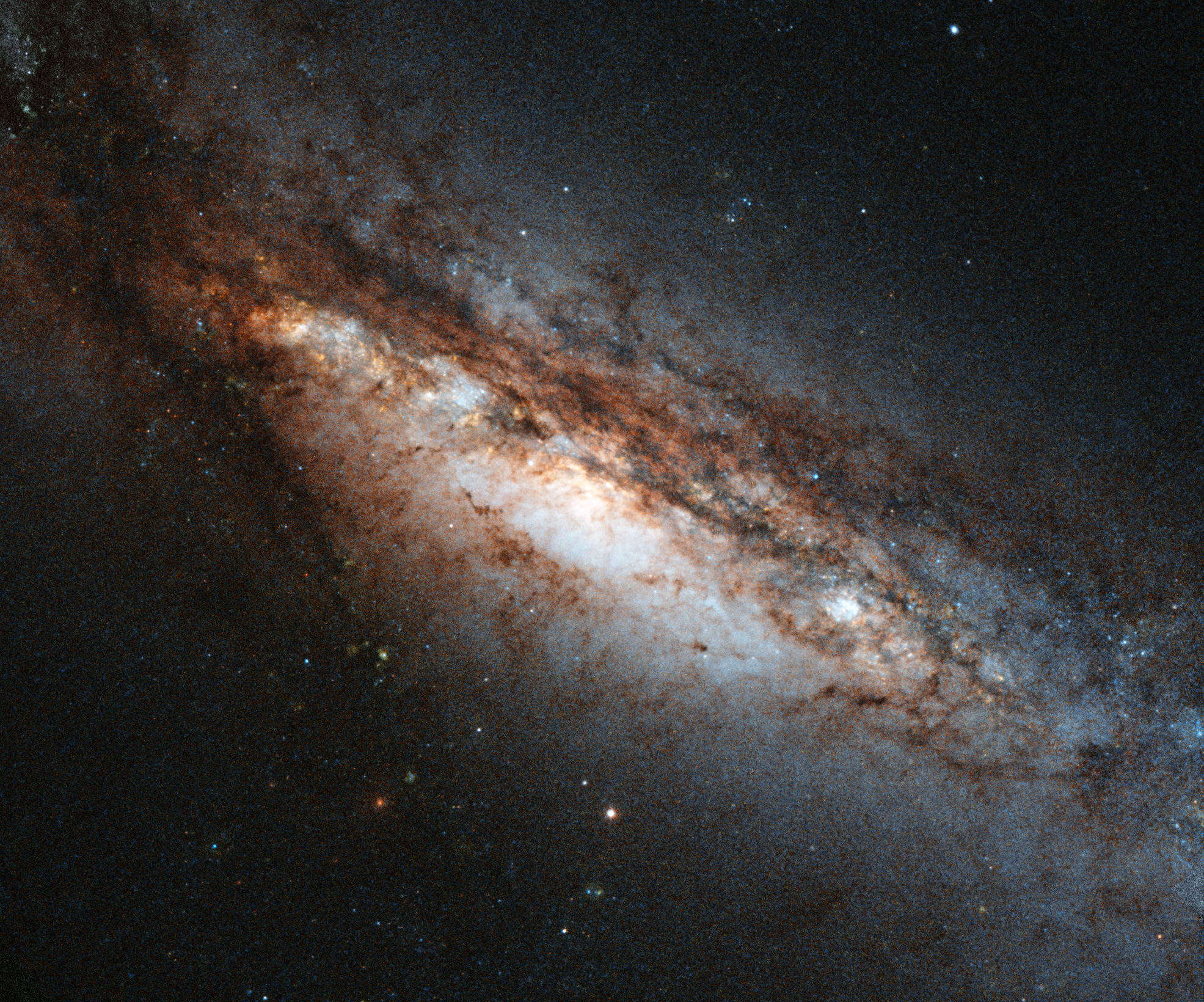
NGC 660는 중심을 둘러싸고 있는 별과 가스로 구성된 띠를 가지고 있다. 띠는 10억 년 전 쯤에 근처의 이웃 은하와의 충돌에 의해 찢어진 것이다.

극고리 은하(영어: Polar-ring galaxy)는 가스와 별로 구성되어 은하의 회전 방향에 대해 수직으로 회전하고 있는 외부 고리를 가진 은하의 한 유형이다. 이 극고리는 두 은하가 서로 중력 상호작용을 할 때 형성된 것으로 여겨지고 있다. 거기에 대한 한가지 가능성은 지나가는 은하의 물질이 기조력에 의해 벗겨져 극고리 은하에서 보이는 극고리를 형성했다는 것이다. 다른 가능성으로는 작은 은하가 거대한 은하의 회전면에 대해 수직으로 충돌하여 사실상 극고리 구조를 형성했다는 것이다.
가장 잘 알려져있는 극고리 은하는 렌즈상 은하(S0)이지만, 물리학적 관점에서 이들은 광범위한 은하 유형의 일부이다. 일부 타원 은하도 극고리를 포함하고 있다.
NGC 2685, NGC 4650A, Am 0136 -0801, ESO 415 -G026 이 4개의 렌즈상 은하가 가장 처음으로 극고리 은하인 것으로 확인되었다. 이 은하들이 광범위하게 연구되는 동안, 많은 극고리 은하가 발견되었다. 극고리 렌즈형 은하는 근처의 렌즈형 은하 전체의 약 0.5%를 차지하고 있고, 렌즈형 은하의 약 5% 만이 일생 동안 극고리를 가지는 것이 가능하다.
극고리 타원 은하는 1978년에 처음으로 발견되었다. 이 유형으로는 NGC 5128, NGC 5363, NGC 1947, 백조자리 A가 있고, 그 시기에 극고리 렌즈형 은하 NGC 2685, NGC 4650A는 극고리 타원 은하와 유사한 형성 과정의 결과로 표시되었다. 겨우 몇 년 후, 더 나은 분 광학 기술로 극고리 타원 은하와 렌즈형 은하의 항성과 가스의 운동이 처음으로 관측될 때, 외부 가스 고리의 기원이 분명해졌다. 추가로, 극고리 타원 은하의 가장 좋은 예로는 NGC 5128 (센타우루스자리 A)이 있고, 규칙적인 극고리 타원 은하의 예로는 NGC 5266이 있다.

## SPRC (구판)
SPRC란 157개의 극고리 은하가 수록된 슬론 극고리 목록(Sloan Polar-Ring Catalogue)을 의미한다. 목록 내의 은하들은 슬론 디지털 스카이 서베이의 이미지와 함께 표시된다. 목록은 네 부분(A,B,C,D)으로 나뉘어 있는데, A 섹션의 6개의 은하는 운동학 적으로 확인된 은하이다. B 섹션에는 27개의 은하가 있고, C 섹션에는 73개의 은하, D 섹션에는 51개의 은하가 수록되어 있다.

## SPRC (신판)
SPRC 신판은 SPRC 구판의 개정판으로, 275개의 후보가 추가되었다. 가장 좋은 후보로는 70개의 은하가, 좋은 후보로는 115개의 은하가, 관계된 천체로는 53개의 은하가, 단순하게 고리 모양을 하고 있는 37개의 은하가 있다.

## 갤러리

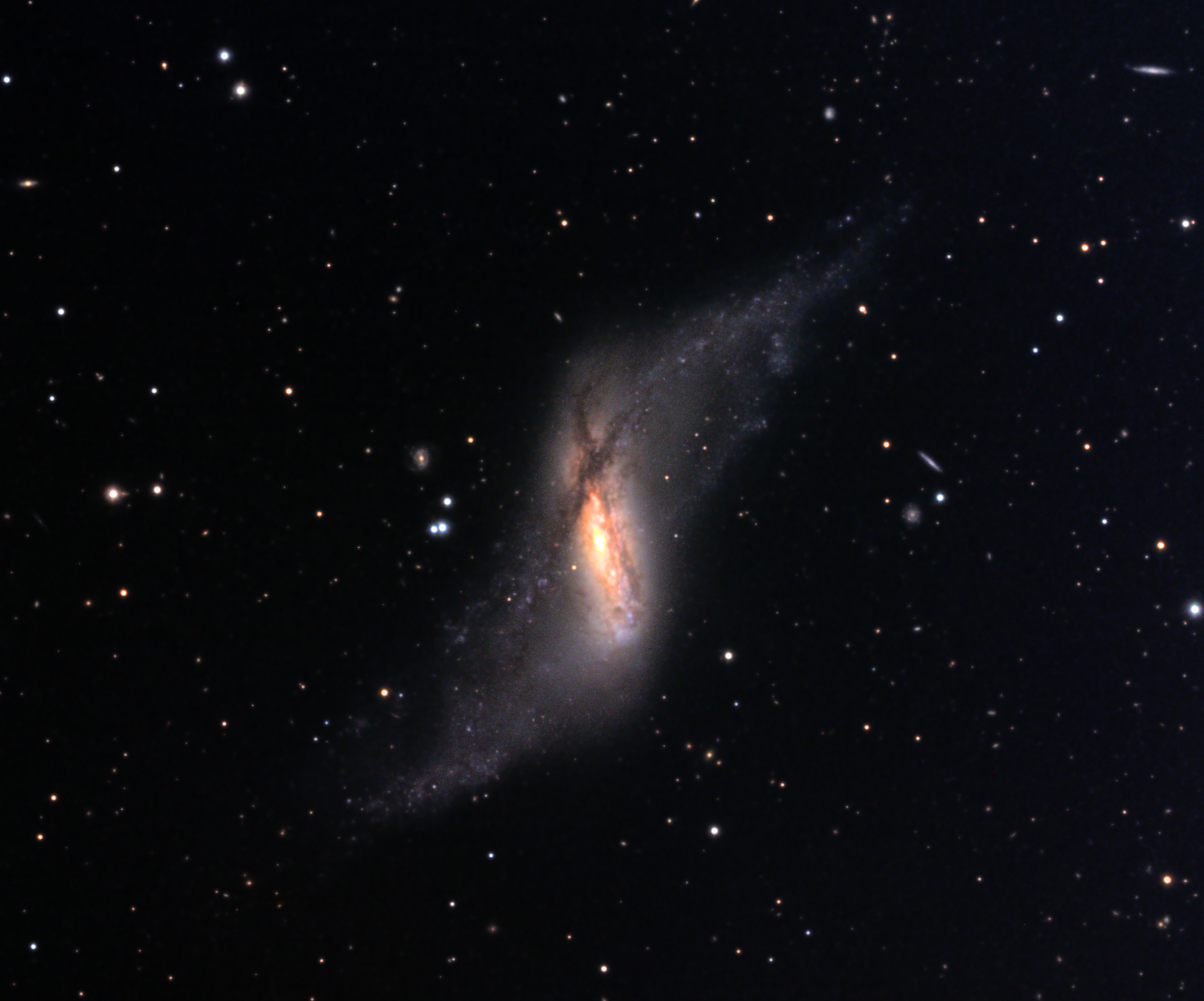
아리조나 주의 레몬산 천문대의 24인치 망원경으로 촬영한 NGC 660 이미지이다. 조세프 D. 슐만 제공.
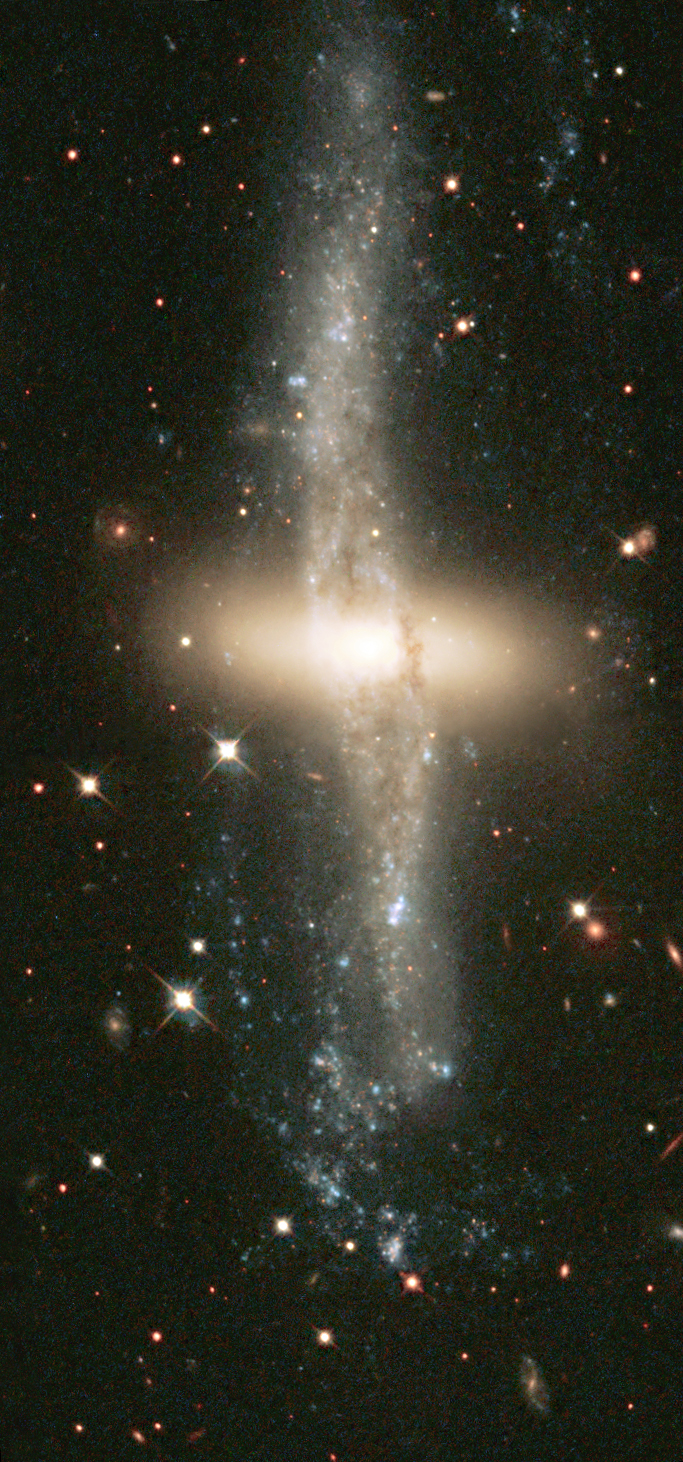
극고리 은하 NGC 4650A.
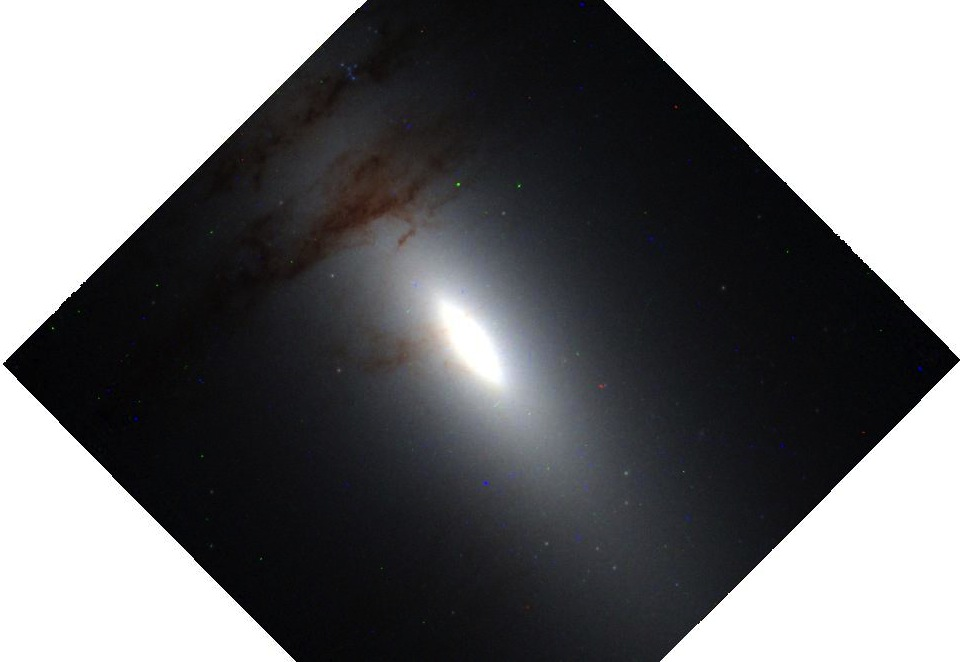
허블 우주 망원경이 촬영한 NGC 2685.
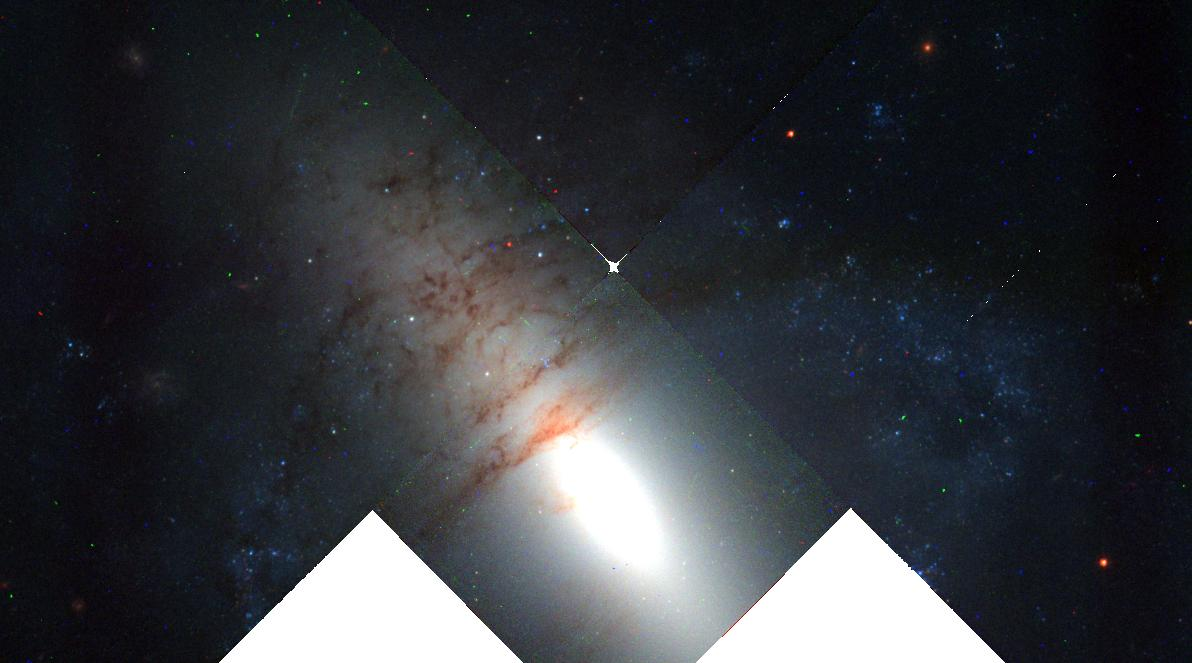
허블 우주 망원경의 NGC 2685 상세 이미지.
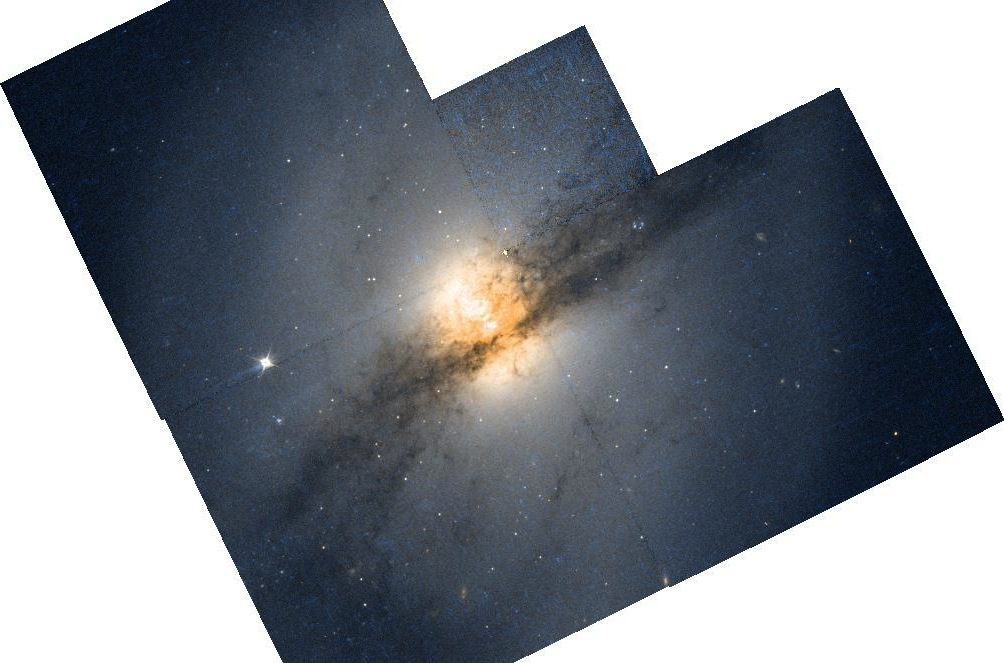
허블 우주 망원경이 촬영한 NGC 3718

## 같이 보기
- 극고리 은하 목록
- 고리 은하
- II Zwicky 73